# Сан-Джорджо-Лукано
Сан-Джорджо-Лукано (итал. San Giorgio Lucano) — коммуна в Италии, расположена в регионе Базиликата, подчиняется административному центру Матера.
Население составляет 1508 человек, плотность населения составляет 40 чел./км². Занимает площадь 38 км². Почтовый индекс — 75027. Телефонный код — 0835.
Покровителем населённого пункта считается San Rocco. Праздник ежегодно празднуется 16 августа.